# Atletica leggera ai Giochi della XIV Olimpiade - 10000 metri piani
La competizione dei 10000 metri piani maschili di atletica leggera ai Giochi della XIV Olimpiade si è disputata il giorno 30 luglio 1948 allo Stadio di Wembley a Londra

## L'eccellenza mondiale
| Primatista mondiale   | 29'35"4 1944 | Viljo Heino  | Presente |
| Campione europeo 1946 | 29'52"0      | Viljo Heino  | Presente |
| Primatista stagionale | 29'37"0      | Emil Zátopek | Presente |

1. ↑  Fino al 29 luglio.

## Risultati
Finale diretta con 27 partenti.
Nasce una stella. È questa l'impressione generale che suscita il cecoslovacco Zátopek, che domina la gara imponendo un ritmo infernale per gli altri concorrenti. Alla sua seconda gara in assoluto sulla distanza stupisce per la solidità atletica e la capacità di gestire lo sforzo.
Il secondo arrivato, l'algerino-francese Mimoun, è staccato di ben 48 secondi.
Il primatista mondiale e campione europeo Heino, trentaquattrenne, si è ritirato per crampi allo stomaco. Solo decimo il vincitore dei Trials USA, Edward O'Toole.
| Pos.    | Atleta               | Età | Nazione            | Tempo   |
| ------- | -------------------- | --- | ------------------ | ------- |
| Oro     | Emil Zátopek         | 25  | Cecoslovacchia     | 29'59"6 |
| Argento | Alain Mimoun         | 27  | Francia            | 30'47"4 |
| Bronzo  | Bertil Albertsson    | 26  | Svezia             | 30'53"6 |
| 4       | Martin Stokken       | 25  | Norvegia           | 30'58"6 |
| 5       | Severt Dennolf       | 28  | Svezia             | 31'05"0 |
| 6       | Abdullah Ben Saïd    | 23  | Francia            | 31'07"8 |
| 7       | Stanley Cox          | 30  | Gran Bretagna      | 31'08"0 |
| 8       | James Peters         | 29  | Gran Bretagna      | 31'16"0 |
| 9       | Salomo Könönen       | 32  | Finlandia          | n/d     |
| 10      | Edward David O'Toole | 27  | Stati Uniti        | n/d     |
| 11      | Frederick Wilt       | 27  | Stati Uniti        | n/d     |
| -       | Ricardo Bralo        | 31  | Argentina          | n/d     |
| -       | Eusebio Guiñez       | 41  | Argentina          | n/d     |
| -       | Jakob Kjersem        | 22  | Norvegia           | n/d     |
| -       | Jef Lataster         | 25  | Paesi Bassi        | n/d     |
| -       | Luo Wenao            |     | Repubblica di Cina | n/d     |
| -       | Stephen McCooke      | 29  | Gran Bretagna      | n/d     |
| -       | Constantino Miranda  | 23  | Spagna             | n/d     |
| -       | Harry Nelson         | 25  | Nuova Zelanda      | n/d     |
| -       | André Paris          | 22  | Francia            | n/d     |
| -       | Manny Ramjohn        | 31  | Trinidad e Tobago  | n/d     |
| -       | Gregorio Rojo        | 28  | Spagna             | n/d     |
| -       | Patrick Fahey        | 24  | Irlanda            | Rit.    |
| -       | Viljo Heino          | 34  | Finlandia          | Rit.    |
| -       | Evert Heinström      | 35  | Finlandia          | Rit.    |
| -       | Robert Everaert      | 24  | Belgio             | Rit.    |
| -       | Herman Goffberg      | 27  | Stati Uniti        | Rit.    |